# Medaglia per la difesa di Odessa
La medaglia per la difesa di Odessa è stata un premio statale dell'Unione Sovietica.

## Storia
La medaglia venne istituita il 22 dicembre 1942.

## Assegnazione
La medaglia veniva assegnata ai partecipanti alla difesa di Odessa.

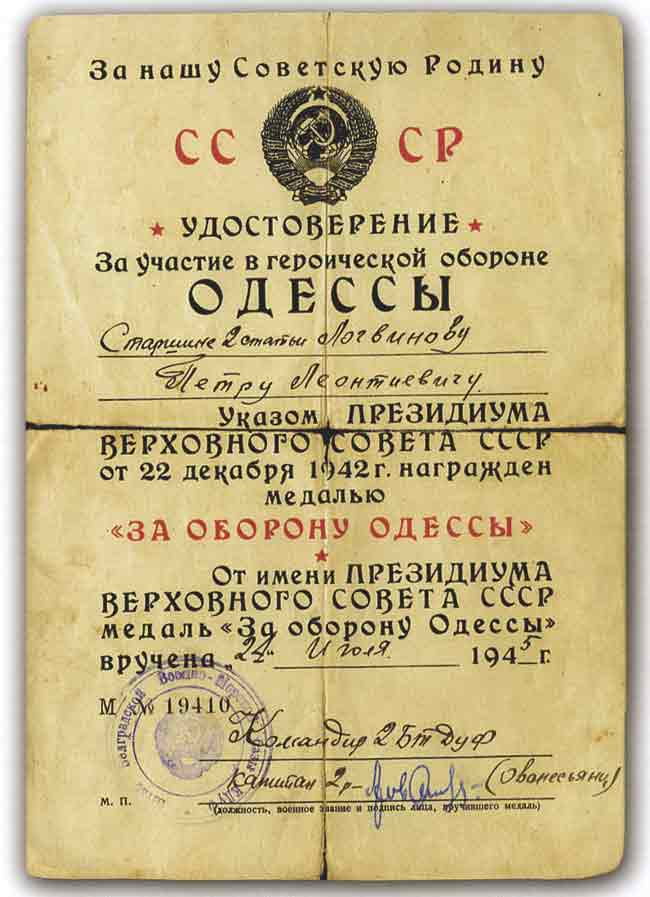
Documento di attestazione

## Insegne
- La medaglia era di ottone. Il dritto raffigurava un faro lontano a destra, al centro, l'immagine di un soldato e di marinaio verso sinistra con i fucili a portata di mano, sopra i militari, la scritta in rilievo "URSS" (Russo: «СССР»). Un cerchio sul lato superiore della medaglia portava l'iscrizione in rilievo "Per la difesa di Odessa" (Russo: «ЗА ОБОРОНУ ОДЕССЫ»), alla sua sommità, ad entrambe le estremità della iscrizione di soccorso, vi era una stella a cinque punte. Nella parte inferiore vi erano due rami di alloro con al centro una stella a cinque punte. Sul retro nella parte superiore, l'immagine in rilievo della falce e martello, sotto l'immagine, la scritta su rilievo tre righe "Per la madrepatria sovietica" (Russo: «ЗА НАШУ СОВЕТСКУЮ РОДИНУ»).
- Il nastro era bianco con una sottile striscia centrale azzurra.